# Солнечное динамо
Солнечное динамо — физический процесс, ответственный за генерацию магнитных полей на Солнце, разновидность магнитного гидродинамического динамо.
Наблюдения магнитных полей на Солнце, которые велись с начала XX века, показали, что их интенсивность меняется, причём изменения эти носят циклический характер. В начале 11-летнего солнечного цикла крупномасштабное солнечное магнитное поле направлено преимущественно вдоль меридианов (принято говорить, что оно является «полоидальным») и имеет приблизительно дипольную конфигурацию. В максимуме цикла оно сменяется направленным приблизительно вдоль параллелей (т. н. «тороидальным») магнитным полем солнечных пятен, которое в конце цикла вновь сменяется полоидальным — при этом его направление противоположно тому, что наблюдалось 11 лет назад («закон Хейла»).
Модель солнечного динамо призвана объяснить упомянутые наблюдаемые особенности. Так как проводимость солнечной плазмы достаточно высока, магнитные поля в конвективной зоне Солнца описываются магнитной гидродинамикой. Из-за того, что экваториальные области Солнца вращаются быстрее, чем полярные (эта особенность называется «дифференциальностью вращения»), изначально полоидальное поле, увлекаясь вращающейся плазмой, должно растягиваться вдоль параллелей, приобретая тем самым тороидальную компоненту. Однако для обеспечения замкнутого самоподдерживающегося процесса тороидальное поле должно каким-то образом снова преобразовываться в полоидальное. Некоторое время было непонятно, как это происходит. Более того, теорема Каулинга прямо запрещала стационарное осесимметричное динамо. В 1955 году американский астрофизик Юджин Паркер в своей классической работе показал, что поднимающиеся объёмы солнечной плазмы должны вращаться за счёт сил Кориолиса, и увлекаемые ими тороидальные магнитные поля могут преобразовываться в полоидальные (так называемый «альфа-эффект») . Тем самым была построена модель самоподдерживающегося солнечного динамо.
В настоящее время предложены многочисленные модели солнечного динамо, которые сложнее, чем предложенная Паркером, однако, в большинстве своём, восходят к последней. В частности, предполагается, что генерация магнитных полей происходит не во всей конвективной зоне Солнца, как это считалось ранее, а в так называемом «тахоклине» — сравнительно узкой области вблизи границы конвективной и лучистой зон Солнца, на глубине около 200 000 километров под фотосферой Солнца, где скорость вращения резко меняется. Созданное в этой области магнитное поле поднимается к поверхности Солнца за счёт магнитной плавучести.
Детали механизма солнечного динамо понятны ещё далеко не полностью и являются предметом современных исследований.